# Nicolás de Langres
Nicolás de Langres (1???-1665) fue un ingeniero y arquitecto militar francés que sirvió al rey Luis XIII de Francia como ingeniero ordinario, encargado de diseñar, erigir y reparar las fortificaciones de ese reino.

## Biografía

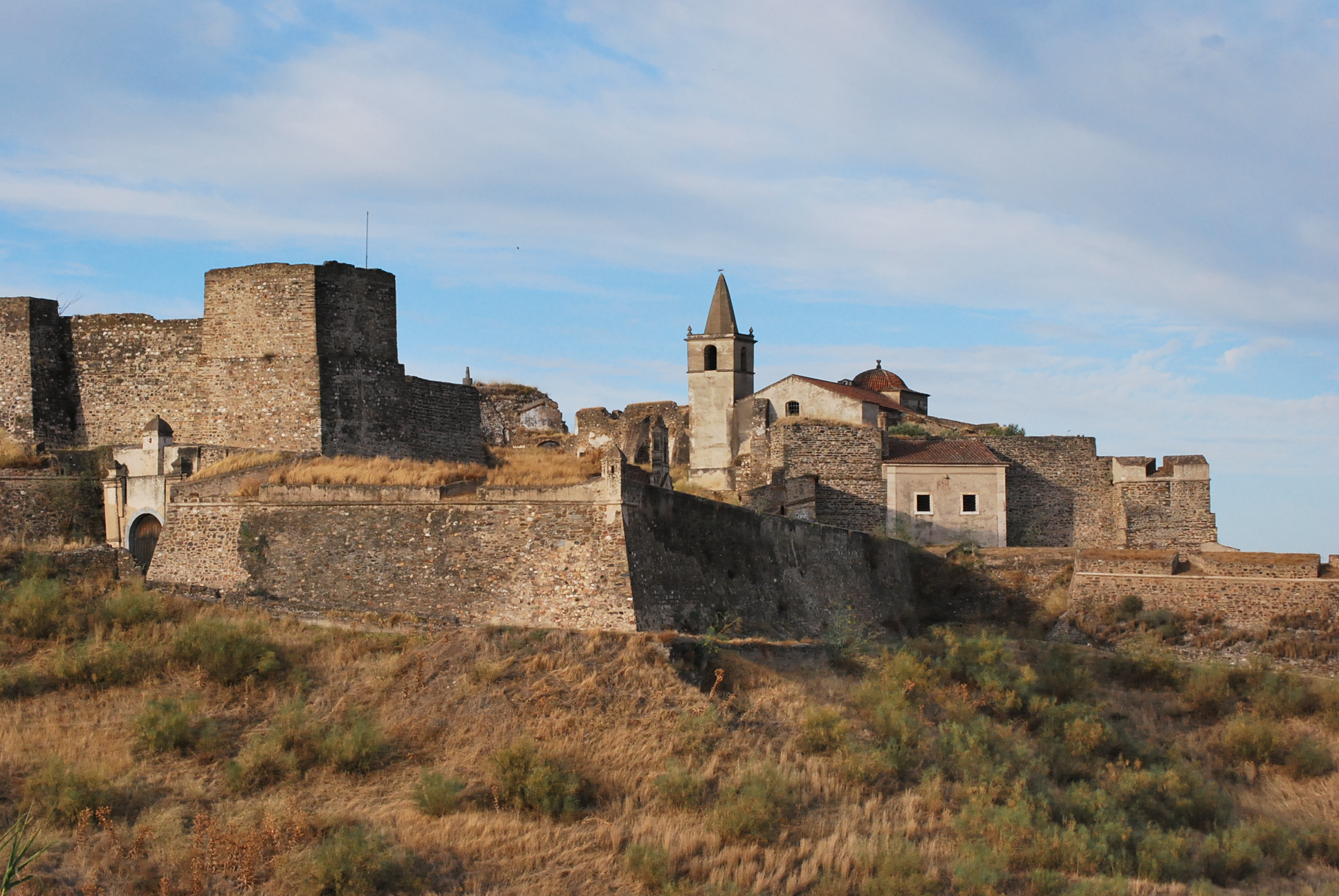
Vista de la fortaleza de Jurumeña

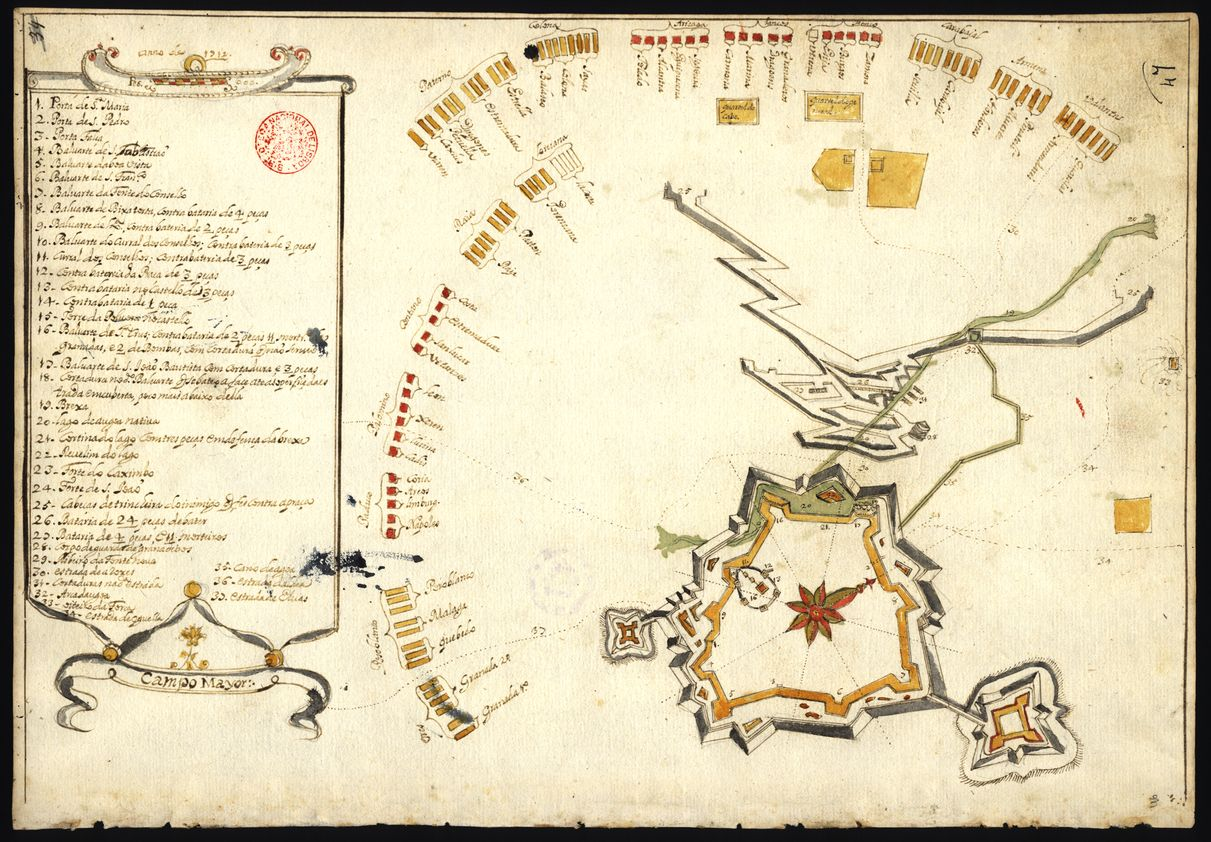
El plano del Campomayor durante el asedio de 1712

Nicolás de Langres comenzó su carrera en Francia como ingeniero ordinario del rey de Francia Luis XIII. Fue responsable de diseñar, construir y reparar las fortificaciones del reino.
En 1640, en el contexto de la alianza entre Francia y Portugal durante la Guerra de los Treinta Años, cuando comenzó la guerra de Restauración portuguesa, ante la inminencia de una invasión española, se requirió la completa reestructuración de las fortificaciones fronterizas de Portugal, adaptando las estructuras aún medievales a las exigencias de la artillería de la época. Langres fue invitado por el embajador portugués a venir a servir en el ejército portugués, en las mismas funciones, con un contrato de tres años, que aceptó en 1644. A la muerte de João Cosmander, ingeniero de la provincia de Alentejo (1648), le sucedió, habiendo recibido del rey Juan IV de Portugal (1640-56) el grado de Coronel Superintendente de Ingenieros. Fue autor, entre otros, de los proyectos de la Fortaleza de Jurumeña y de la Plaza Fuerte de Campomayor.
Años más tarde, Langres entró al servicio de España, al mando de D. Juan de Austria, llegando a comandar, personalmente, la artillería enemiga durante el ataque de 1662 a la Fortaleza de Jurumeña, proyectada y construida por él cuando estaba al servicio de Portugal. Murió tras la batalla de Montes Claros (1665), en el mismo año, durante el asedio de Villaviciosa.